# 卡尔卡松老桥

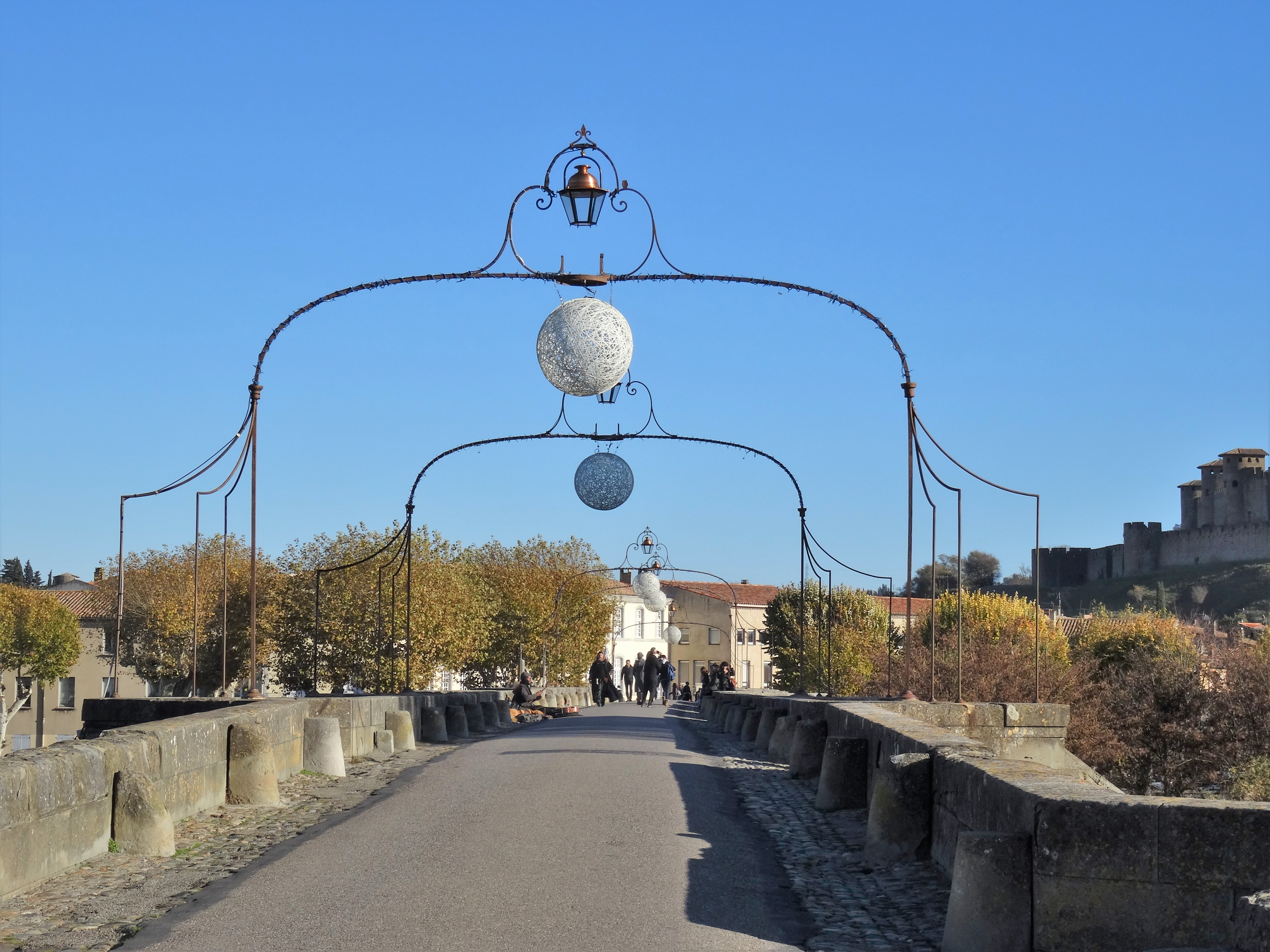

卡尔卡松老桥（Pont-Vieux de Carcassonne）是法国奥克西塔尼大区奥德省卡尔卡松的一座石桥，跨奥德河，建于14世纪。桥长225米。1926年，这座桥列为法国历史遗迹。
在卡尔卡松，横跨奥德河的老桥（Pont-Vieux）、新桥（Pont-Neuf）和未来桥（pont de l'avenir）三座桥中，老桥最靠近卡尔卡松城堡。在中世纪，它是从下城进入城堡的唯一通道。今天只供行人使用。

## 历史
关于桥梁的最早文件可以追溯到1184年。.罗杰·特伦卡维尔（Roger Trencavel）授权镇上的居民建造一座新桥，条件是他们必须支付费用。1194年，根据他的意愿，他只保留了收取通行费的权利，即每年支付两次小麦。这是一座木桥，在阿尔比十字军东征时被毁。卡尔卡松的居民在流亡七年后返回，国王下令摧毁城墙周围的村庄，清理沼泽地。路易九世授权居民建造下城。14世纪初，国王授权居民建造一座石桥，大约在1315年建造，1320年左右完工。1820年，这座桥进行修复。